# Varanus mertensi
Varanus mertensi este o specie de reptile din genul Varanus, familia Varanidae, descrisă de Glauert 1951. Conform Catalogue of Life specia Varanus mertensi nu are subspecii cunoscute.

## Galerie

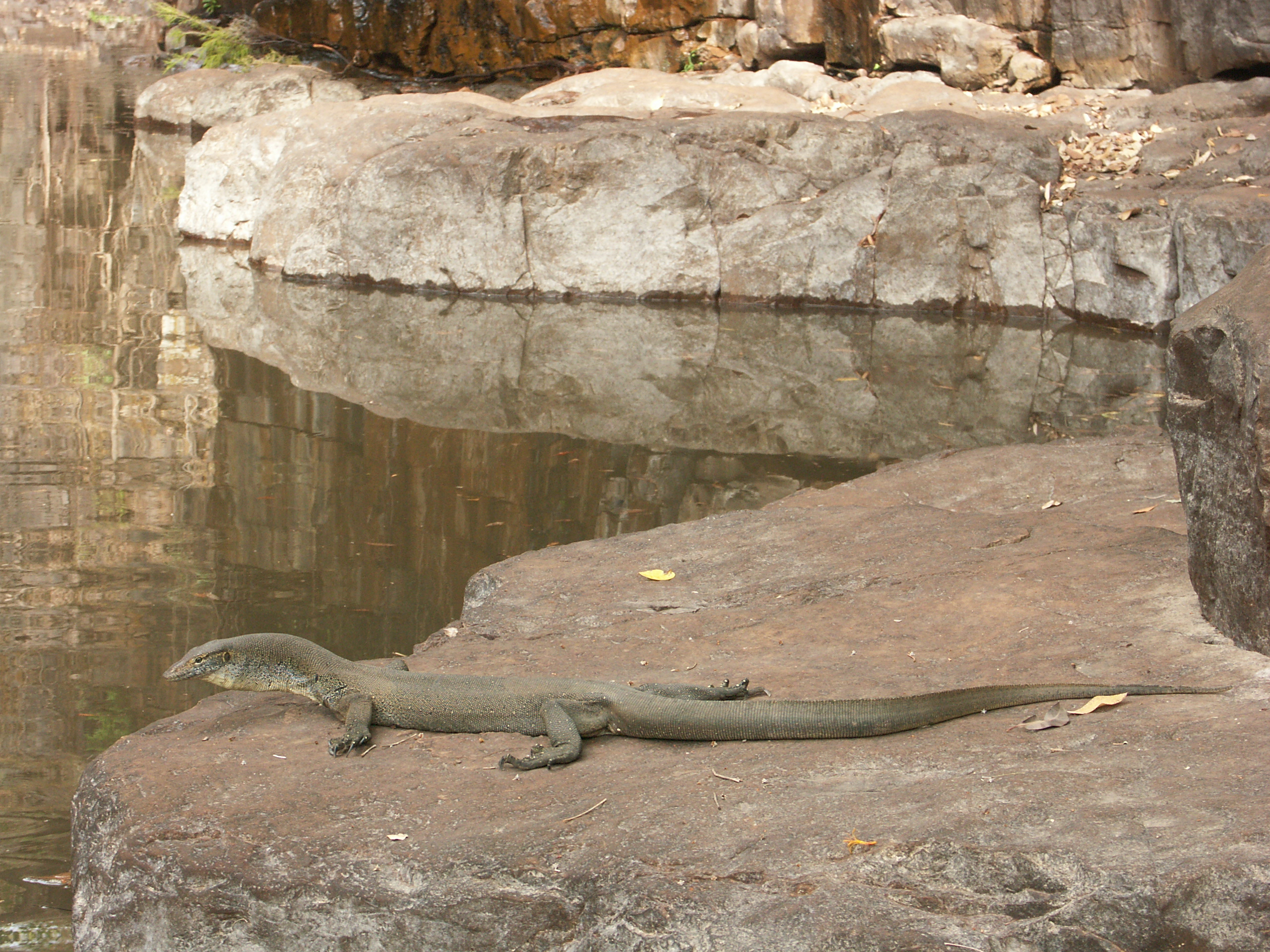
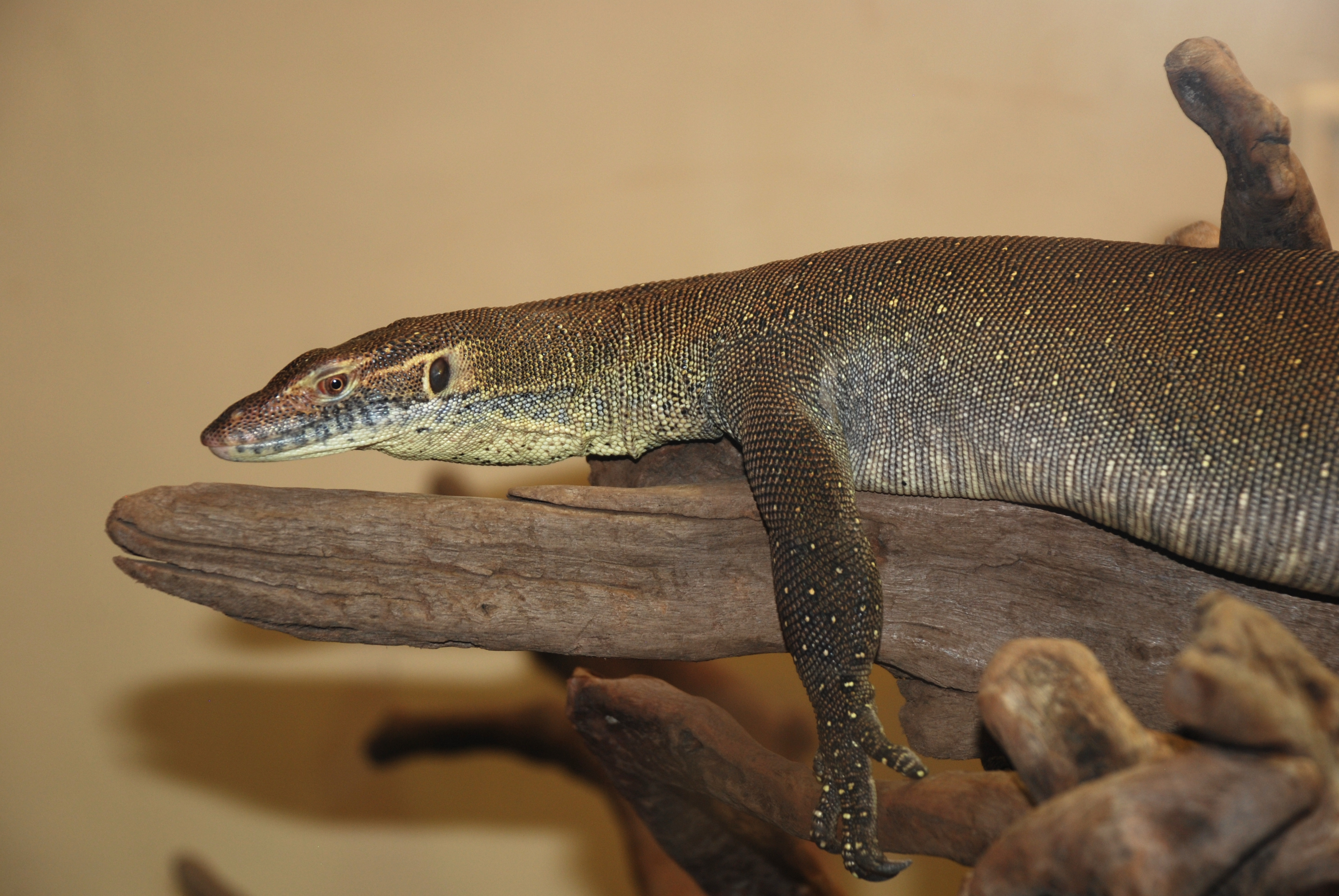
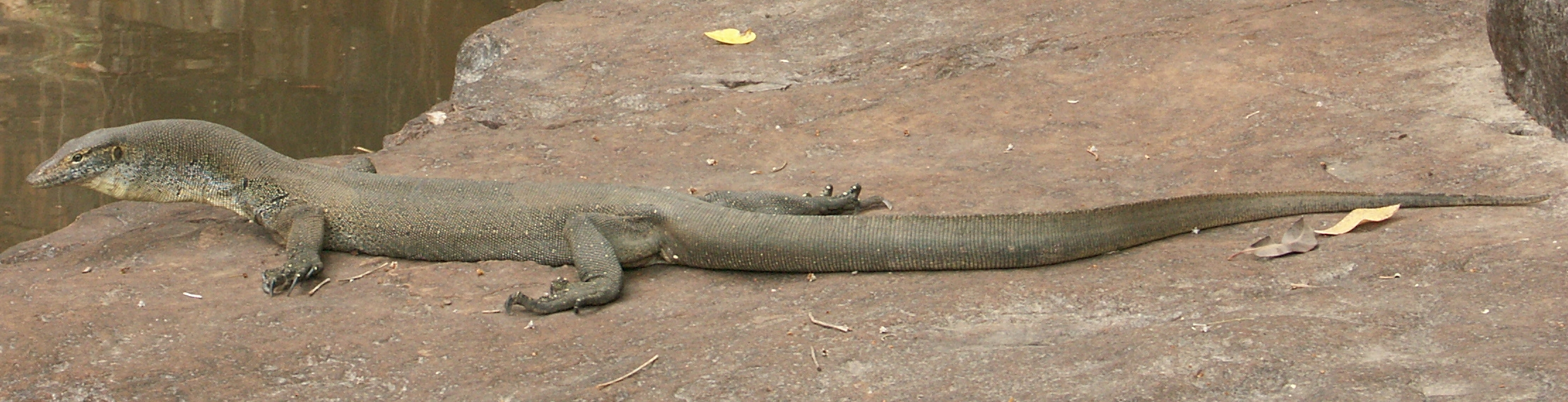
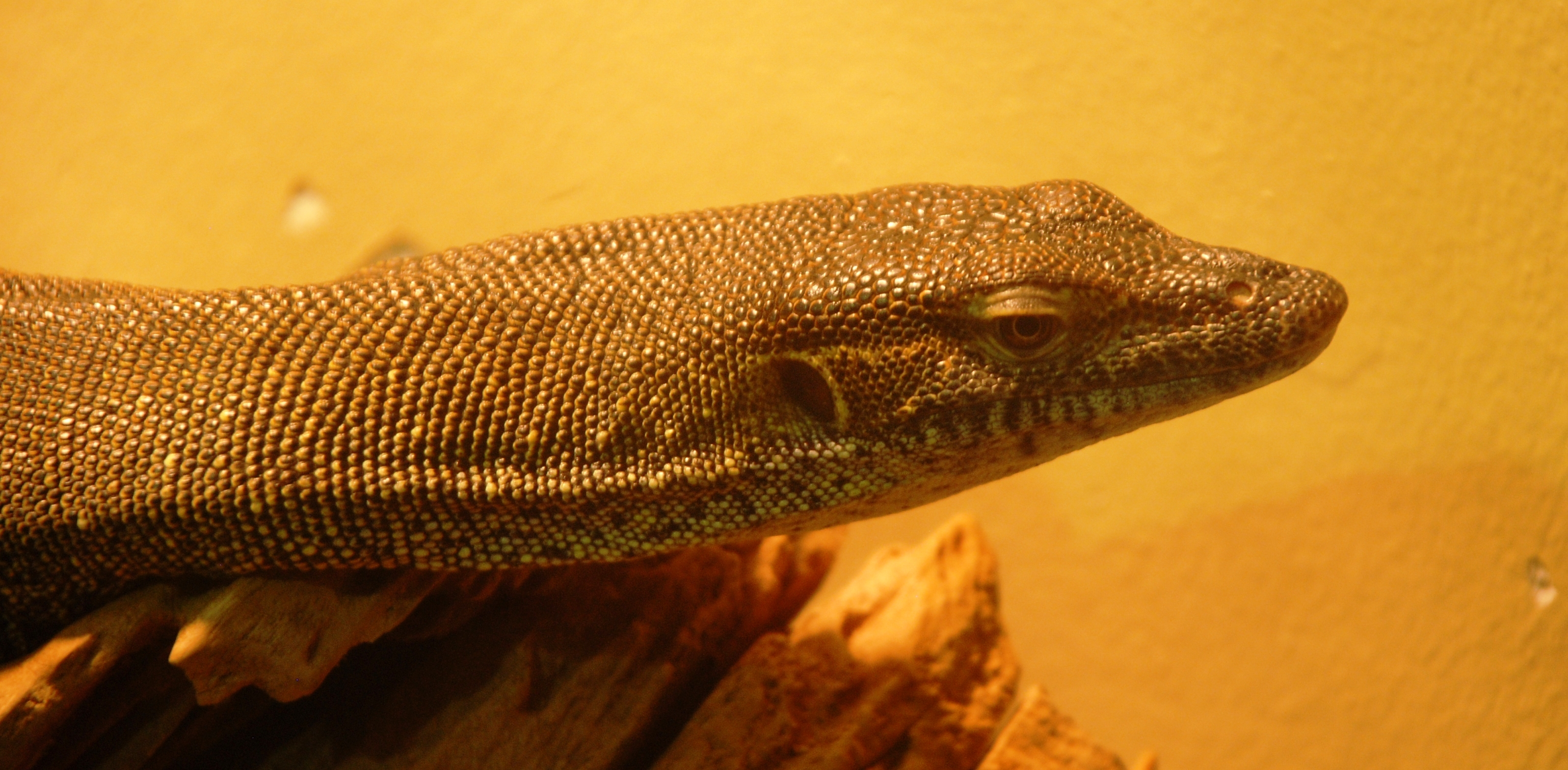